# Estadio Olímpico Monumental
El Estadio Olímpico Monumental (en portugués Estádio Olímpico Monumental) también conocido como Estadio Olímpico de Porto Alegre, fue un estadio de fútbol ubicado en la ciudad de Porto Alegre, Rio Grande do Sul, Brasil. El dueño del estadio era el club Grêmio de Porto Alegre.
Fue inaugurado el 19 de septiembre de 1954 y poseía una capacidad para 55 400 espectadores. En 2012, el club anunció que el último partido oficial sería el 2 de diciembre de ese año contra su tradicional rival Internacional, por el Campeonato Brasileño. Sin embargo, por problemas posteriores con su nuevo estadio, el Olímpico continuó recibiendo partidos hasta inicios del 2013. El último partido oficial se jugó el 17 de febrero del 2013 contra Veranópolis por la ronda final de la Copa Piratini, primera vuelta del Campeonato Gaúcho, que terminó con una victoria gremista por un gol a cero.
Los planes para su demolición son de dar lugar a un condominio de edificios, en una fecha aún no prevista, que dependerá de la resolución de problemas entre el club y el Grupo OAS, una vez que el Estadio Olímpico fue utilizado como parte de pago del nuevo estadio gremista cuyos valores, financiamiento y gestión aún no están definidos. El nuevo estadio del club inaugurado en diciembre de 2012 es el Estadio Arena do Grêmio.

## Historia
Proyectado por el arquitecto Plínio Oliveira Almeida, ganador del concurso realizado en 1950 para ese fin, fue considerado en la época de su construcción el mayor estadio privado del mundo.
Gremio promovió un torneo de inauguración de su nuevo estadio. El primer partido fue disputado contra Club Nacional de Football de Montevideo con victoria gremista por 2 goles a 0 anotados por el jugador Vitor que entró a la historia como el autor de los primeros goles de ese estadio. El 26 de septiembre de 1954, en el torneo inaugural del Olímpico, se jugó un Grenal. Internacional aplicó una goleada histórica de 6 a 2 al Grêmio. El juego no fue una final pero fue el primero entre los dos equipos en el recientemente inaugurado estadio Olímpico.
En 1963 el estadio fue sede de la Universiada 1963.
En medio del año de 1980, el Estadio Olímpico concluyó su construcción con el cierre de la última parte del anillo superior. El proyecto final, siempre coordinado por su autor original, el arquitecto Plinio Almeida, tuvo también la participación de los arquitectos y coautores Rogério de Castro Oliveira y Fabio Boni. Desde entonces la casa gremisa pasó a ser conocida como Olímpico Monumental. El día 21 de junio de 1980, una victoria de 1 a 0 sobre el Vasco da Gama, en un partido amistoso, marcó la inauguración  definitiva del Olímpico.

## Características
Su capacidad era de 46 000 personas. Tenía dos anillos, siendo el anillo superior compuesto por butacas. También poseía en el centro un conjunto de palcos. La distancia del campo hasta el público era de 40,7 metros en la zona popular. La altura de la última fila de sillas del anillo superior en comparación con el campo es de 15 metros. La distancia de la última fila de sillas del anillo superior hasta el campo era 68,83 metros. El campo tenía 105 × 68 metros, dimensión determinada por la FIFA para partidos de Copa del Mundo.
Un marcador electrónico fue instalado en el estadio ubicado en la parte superior de las plateas. Contaba con un sistema con capacidad de generar imágenes con más de un billón de colores. Este reemplazó el antiguo formado por diversas lámparas que apenas podría podía mostrar textos. Medía treinta y dos metros cuadrados y fue desactivado luego de la mudanza del equipo para su nuevo estadio.

## Juegos de la selección brasileña
La Selección de fútbol de Brasil disputó cuatro encuentros en el estadio.

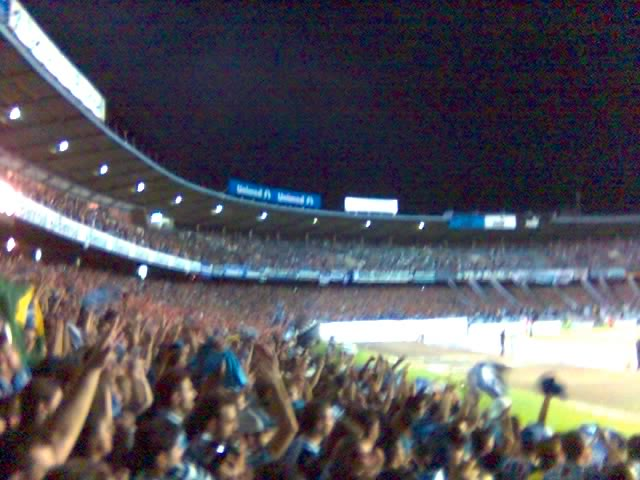
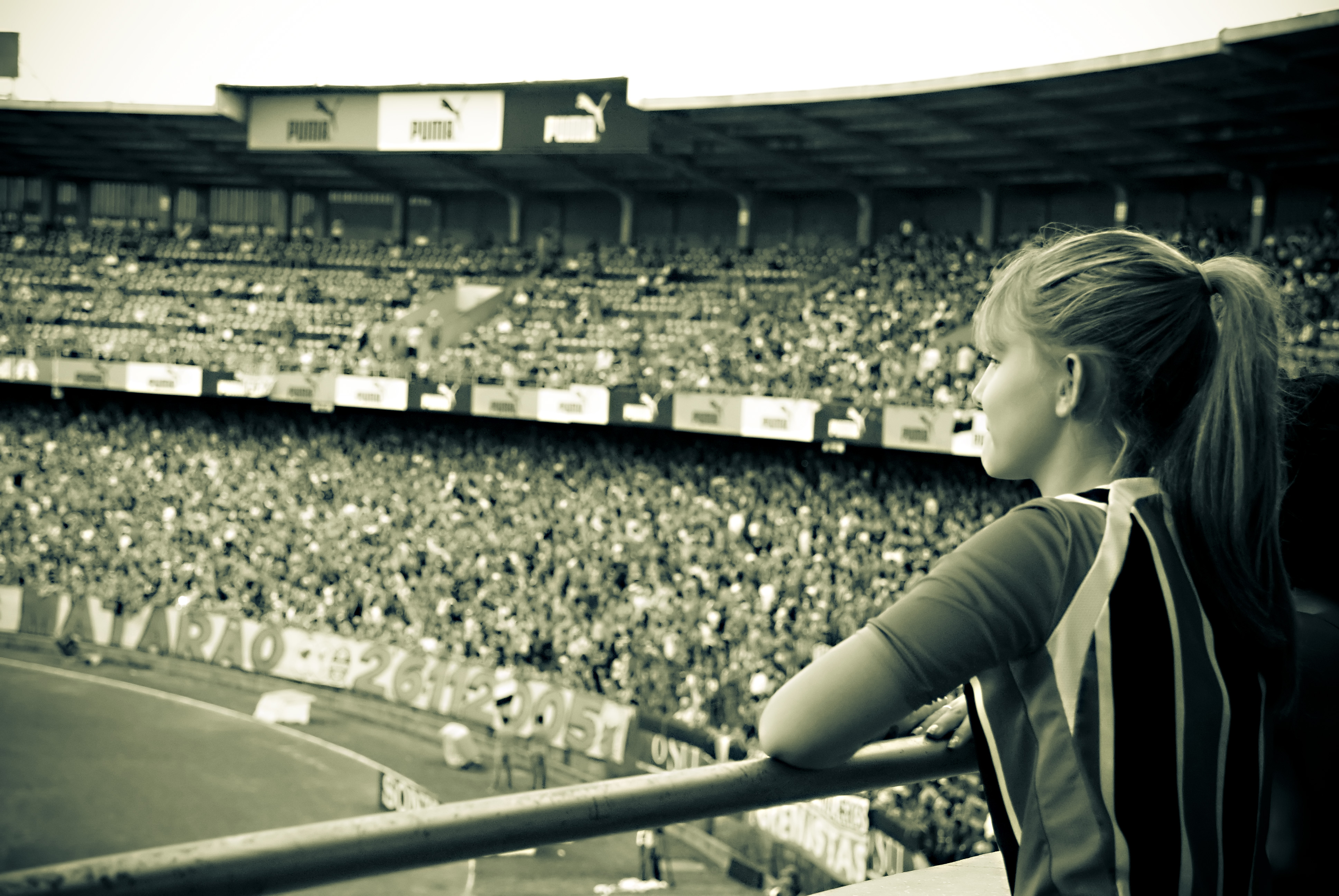

| Fecha      | Encuentro             | Carácter           |
| ---------- | --------------------- | ------------------ |
| 28.10.1981 | Brasil 3-0 Bulgaria   | Amistoso           |
| 29.06.1987 | Brasil 1-0 Paraguay   | Amistoso           |
| 23.12.1994 | Brasil 2-0 Yugoslavia | Amistoso           |
| 15.08.2001 | Brasil 2-0 Paraguay   | Eliminatorias 2002 |

| Predecesor: Stadio Olimpico di Torino Turín 1959 | Estadio Universitario Ceremonias de Apertura y Clausura en las Universiadadas Porto Alegre 1963 | Sucesor: Estadio Ferenc Puskás Budapest 1965 |